# Грицяк Євген Степанович
Євге́н Степа́нович Гриця́к (9 серпня 1926, с. Стецева — 14 травня 2017, с. Устя) — український громадський і військовий діяч, член молодіжної організації ОУН(м), учасник Другої світової війни, один із керівників повстання в Норильських таборах 1953 року.
Член районного об'єднання Всеукраїнського товариства «Просвіта» імені Тараса Шевченка.

## Життєпис
Народився 9 серпня 1926 року в с. Стецева Снятинського повіту Станиславівського воєводства (нині Снятинського району Івано-Франківської області, Україна) в родині селян Параски Іванівни Грицяк (Курилюк) (1907–?) та Степана Васильовича Грицяка (1902–1945). Євген Грицяк мав брата Петра (1932–?). 

### До ув'язнення
Перед початком Другої світової війни закінчив Стецівську неповну середню школу, а в період німецької окупації був студентом середньої торгової школи (м. Снятин). Однокласниками по Снятинській торговій школі у Євгена Степановича були Осип Зінкевич та Микола Плав'юк — останній президент УНР в екзилі .
Взимку 1942 р. став членом Молодіжної мережі ОУН (м) . 
У липні 1944 мобілізований, служив солдатом 4-го Українського фронту. В ході боїв на польсько-чеському прикордонні був поранений. За ліквідацію двох бійців Вермахту в бою був нагороджений медаллю «За Відвагу». У серпні 1945 року нагороджений медаллю «За перемогу над Німеччиною у Великій Вітчизняній війні 1941—1945 рр.». В 1948 р. нагороджений медаллю «30 років Радянській Армії та Флоту» .

### Арешт і ув'язнення
До арешту продовжував службу шофером вантажівки в 70-й стрілецькій дивізії 38-ї армії Прикарпатського військового округу в званні рядового. У 1949 році радянська розвідка розкрила минуле Грицяка. Він був заарештований співробітниками контррозвідки МДБ Станіславської області 30 вересня 1949 р. Слідство у справі Є. Грицяка тривало з 30 вересня по 30 листопада 1949 р.
12 грудня 1949 засуджений до смертної кари, яку замінили на 25-літнє позбавлення волі. Карався в Джезказгані, Норильську, Владимирській в'язниці, на Тайшетській трасі, в Іркутській в'язниці, Інті та Мордовії.

Євген Грицяк під час конференції.

У таборах ГУЛАГу Грицяк постійно й активно протистояв сваволі табірної і в'язничної адміністрації, за що мав 42 дисциплінарні покарання і за три з них — по 1 рік закритої тюрми. Либонь, найдраматичнішим було перебування Євгена Грицяка в Норильських таборах. Уже весною 1952, коли Євген Грицяк ще був у таборі Караганди (Казахстан), у нього з'явилась ідея всегулагівського страйку, однак він розумів, що повна ізольованість людей, а головне всепроникний страх і виснаження в'язнів, роблять цю ідею нездійсненною, і вирішив провести таку акцію в своїй зоні, сподіваючись на те, що рух опору пошириться як ланцюгова реакція на інші табори. Під ту пору кількість таборів в СРСР і ув'язнених у них людей досягли небувалої величини, умови роботи й утримання людей були жахливими. Очевидно, що доведені до відчаю ще й жорстокістю та безкарністю адміністрації в'язні в багатьох місцях ГУЛАГу доходили того самого висновку — необхідно захисти свою гідність. У Караганді в'язні почали чинити спротив знущанням охорони й кримінальників. Наслідком цього в'язнів розвезли по різних таборах. Грицяк потрапив у заполярний Горлаг Норильська. Там руками в'язнів тоді будували Норильський гірничо-металургійний комбінат, вони працювали в копальні, а також будували місто. Горлаг складався з шести відділень, у кожному утримувалося по кілька тисяч осіб. У 4-му відділенні, куди спрямували Грицяка, було понад п'ять тисяч осіб. Коли в березні 1953 помер Сталін, усі сподівалися пом'якшення умов у таборах, однак у перші місяці адміністрація повелася ще жорстокіше (розпочалися розстріли непокірних і підозрюваних), що й призвело до повстання у всіх зонах Горлагу в травні. Грицяк очолив опір у своїй 4-й зоні. 25 травня 1953 року в'язні припинили роботу просто на будмайданчику, відмовилися повертатися в житлову зону. Три дні на будмайданчик не завозили їжу. Через три дні в'язні повернулися в житлову зону, де на знак солідарності з ними голодували ті, що залишалися в зоні. На роботу в'язні виходити відмовилися.
Спроби взяти в'язнів в одній із зон з допомогою солдатів з кийками і навіть офіцерів, які стріляли перед себе, не увінчалися успіхом — щільний натовп в'язнів учинив спротив, вступив у кулачний бій. Керівництво табору зміцнило охорону, але до якихось рішучих дій не вдалося. В'язні вимагали приїзду комісії з Москви й виконання їхніх вимог: припинити розстріли; скоротити робочий день до 8 годин, гарантувати вихідні дні; дозволити листуватися з близькими; вивезти із Заполяр'я всіх інвалідів; поліпшити харчування; зняти з бараків замки й ґрати, а з людей — номерні знаки; припинити катування на допитах і практику закритих судів; скасувати постанови ОСО (особливої наради) як неконституційного органу; організувати перегляд особових справ усіх політв'язнів. Ці вимоги Грицяк 6 червня пред'явив членам комісії, що приїхала з Москви. 9 червня 1953 року в'язням оголосили, що уряд задовольнив частину вимог, зокрема, в'язням дозволено відсилати 2 листи на місяць, а також мати побачення з родичами; установлюється 8-годинний робочий день і гарантуються вихідні дні; з бараків знімаються замки і ґрати, а із в'язнів — номерні знаки та інше.
Однак після цього не все обіцяне було виконане, зокрема, вивезення на материк усіх інвалідів і повна зміна керівництва Горлагу. Окрім того, розпочалися провокації. Страйк довелося продовжити. Тільки в серпні 1953, після масового розстрілу в'язнів 3-ї зони, опір був придушений.
Після цього Грицяка спровадили спочатку до в'язниці Норильська, а потім до Владимирської в'язниці.
Перебуваючи в камері-одиночці, він вивчив англійську. Мова потрібна була йому для опанування йоги, що допомогло йому вижити.

### Звільнення
1956 року був звільнений за постановою Комісії Президії Верховної Ради СРСР.
Він повернувся до рідного краю, працював вантажником, маляром, його навіть хвалили в місцевій газеті. Але в 1958 Євгену Грицяку заявили, що його прописка скасовується, тобто йому заборонено жити в Західній Україні, і він вимушений був полишити батьківщину. Знайшов роботу й прописався в місті Караганді.

### Повторний арешт
28 січня 1959 року Є. Грицяк був заарештований за постановою Президії Верховної Ради СРСР, у якій було сказано, що постанова Комісії Президії Верховної Ради СРСР від 7 липня 1956, за якою Грицяк був звільнений, скасовується з огляду на тяжкість учиненого ним злочину. Таким чином, набрав сили попередній вирок 1949 року — 25 років позбавлення волі. Усі наступні роки Грицяк домагався пояснень, у чому ж полягає тяжкість його злочину, та відповідь була одна: засуджений обґрунтовано.
1961 року Є. Грицяк: надіслав лист-протест до ЦК КПРС з приводу переслідувань його за те, що був одним із лідерів повстання в'язнів 1953, де описав становище в'язнів у Норильських таборах, сваволю й жорстокість адміністрації та пояснює, що саме проти цього повстали в'язні, а не проти радянської влади; одержав у мордовському таборі атестат про середню освіту. Начальство таборів характеризує Грицяка як добросовісного працівника з доброю поведінкою.
1964 року справу Грицяка розглядала Воєнна колегія Верховного суду СРСР, наслідком чого термін позбавлення волі був скорочений до 10 років і з нього була знята судимість. І тільки тепер Грицяк дізнався, що 1959 його винуватили в тому, що ніде не працює, не припинив антирадянської діяльності, створив у Вінницькій області Організацію українських націоналістів, чого насправді не було. На підставі матеріалів повторного слідства в 1961–1964 рр. був частково реабілітований. Повністю виправданий Івано-Франківською обласною прокуратурою за відсутністю складу злочину в 1992 році.

### Друге звільнення
6 жовтня 1964 Грицяк звільнений. Повернувся додому, одружився, народилася донька.
У дисидентському русі Грицяк участі не брав, проте активно займався правозахисною діяльністю, підписав заяву на підтримку «Хартії-77». Утиски не припинялися, він не міг улаштуватися на роботу, йому погрожували, що знову посадять, погрожували звільнити з роботи дружину. Грицяк вирішив емігрувати з СРСР. У 1973 він одержав виклик на виїзд до Ізраїлю від свого друга-співтабірника Авраама Шифріна, з яким підтримував тісні стосунки. Однак дозволу на виїзд так і не одержав, хоч неодноразово звертався в різні інстанції, аж до Л. Брежнєва.

У 1980 закордонне видавництво «Смолоскип» видало книгу Грицяка «Короткий запис спогадів. Історія Норильського повстання», після чого розпочалися нові утиски й погрози з боку КДБ. Тоді Грицяк написав листа Леоніду Брежнєву, в якому, зокрема, писав:
|  | Обидва ми рівноправні громадяни Радянського Союзу і… обидва написали свої спогади. Ви писали про свій шлях, я про свій… Ви опублікували свої спогади в Радянському Союзі і за кордоном, я — тільки за кордоном. Але Вас не викликають, як мене, в КДБ і не питають, яким шляхом Ви передали за кордон Ваші спогади, від Вас не вимагають відречення від Вашої праці… Навпаки, Вас вихваляють і Вами захоплюються… Чому мене збираються судити? Адже Вас ніхто не судить?! |

У 1990 на запрошення Проводу ОУН-м Євген Грицяк побував у США та Канаді, виступав у багатьох містах із розповідями про Норильське повстання.
1993 був запрошений адміністрацією Норильська на святкування 40-річчя міста. Був на відкритті міського музею, присвяченого, в основному, історії розвитку Горлагу та повстанню в ньому в'язнів.
Грицяк був учасником двох конференцій Всеукраїнського товариства політичних в'язнів і репресованих у Києві та трьох міжнародних конференцій «Опір в ГУЛАГу». Один із його виступів був опублікований в журналі «Воля».
Розмірковуючи над питаннями добра і зла в нашому світі, Грицяк дійшов висновку, що поправити світ може тільки той, хто виправив себе. 
Так, він ще в неволі почав шукати шляхи самовдосконалення. Знайшов їх в ученні індуїстських йогів.
1992 року в київському видавництві «Здоров'я» вийшла «Повна ілюстрована книга йоги» в перекладі Грицяка з англійської мови, він також закінчив переклад книги Парамаганси Йогананди «Автобіографія йога», яка вийшла 2015 року у видавництві Self-Realization Fellowship.
Грицяк був пенсіонером і мешкав у селі Устя Івано-Франківської області.
За років Незалежності був малознаним в Україні. Увагу громадськості до Євгена Грицяка привернули публікації у газеті «День» у 2009 році, після чого Президент Віктор Ющенко нагородив його орденом «За мужність» I ступеня.
У серпні 2016 року Євгена Грицяка нагородили медаллю «25 років незалежності України».
Помер 14 травня 2017 року в Івано-Франківській області.
Похований у селі Устя Івано-Франківської області.

## Відзнаки
- 1945 — Медаль «За відвагу»
- 1945 — Медаль «За перемогу над Німеччиною у Великій Вітчизняній війні 1941—1945 рр.»
- 1999 — Орден «За мужність» III ступеня.[20]
- 2009 — Орден «За мужність» I ступеня.[14][15]
- 2016 — Ювілейна медаль «25 років незалежності України»[16][3]

## Публікації
- Є. Грицяк. Короткий запис спогадів. — Балтимор-Торонто : Українське видавництво «Смолоскип» ім. В. Симоненка, 1980. — 117 с. — ISBN 0-914834-30-4.
- Грицяк Євген. Норильське повстання / Харківська правозахисна група. — Х. : Права людини, 2008. — 104 с. — ISBN 978-966-8919-41-1.

Переклади
- Свамі Вішнудевананда. Повна ілюстрована книга з йоги / Переклад з англійської мови Є. С. Грицяка. — К. : Здоров'я, 1992. — 192 с. — ISBN 5-311-02679-0.
- Парамаганса Йогананда. Автобіографія йога / Переклад з англійської мови Є. С. Грицяка. — Self-Realization Fellowship[en], 2015. — 538 с. — ISBN 978-0-87612-663-9.

Інтерв'ю
- Євген Грицяк: спогади про Норильське повстання та деталі з життя в'язнів ГУЛАГу [Архівовано 2 листопада 2019 у Wayback Machine.]

## Виноски
1. 1 2  Бібліотека Конгресу — Library of Congress.
2. 1 2 3 4 5  Чеська національна авторитетна база даних
3. 1 2 3  Указ Президента України № 336/2016 від 19 серпня 2016 року. Архів оригіналу за 8 вересня 2016. Процитовано 21 вересня 2016.
4. ↑  Легенда спротиву. Помер незламний українець і легенда спротиву ГУЛАГу Євген Грицяк [Архівовано 24 листопада 2017 у Wayback Machine.] // Україна молода. — № 57 (5217) (16 трав.). — С. 2. — (Втрати).
5. ↑  Бойда А. Військово-політична діяльність Євгена Грицяка в ОУН (м) та лавах РСЧА (1942-1949 рр.). Студентські історичні зошити. 2023. Вип. 15. С. 40-41.
6. ↑  Бойда А. Однокласники: життєві меридіани «мельниківців» Євгена Грицяка та Миколи Плав’юка. «Снятин»: краєзнавчий і літературно-мистецький журнал, 2024. № 22 (36). С. 64.
7. ↑  Приказ подразделения №: 38/н от: 12.07.1945 [Архівовано 2012-03-15 у Wayback Machine.] (рос.)
8. ↑  Бойда А. Однокласники: життєві меридіани «мельниківців» Євгена Грицяка та Миколи Плав’юка. «Снятин»: краєзнавчий і літературно-мистецький журнал, 2024. № 22 (36). С. 71.
9. ↑  Бойда А. Військово-політична діяльність Євгена Грицяка в ОУН (м) та лавах РСЧА (1942-1949 рр.). Студентські історичні зошити. 2023. Вип. 15. С. 43.
10. ↑  Надія Тисячна (8-9 квітня 2011). Нове покоління українців ідентифікує себе з незалежною Україною. День. с. 7. Архів оригіналу за 19 серпня 2016. Процитовано 7 серпня 2016.
11. ↑  Права Людини в Україні Євген Захаров. Ювілей Євгена Грицяка
12. ↑  Олег Карп'як (22.05.2013). Йог і бандерівець: спогади керівника Норильського повстання. BBC-Україна. Архів оригіналу за 6 березня 2022. Процитовано 29.08.2016.
13. ↑  Вадим Лубчак (8.08.2016). «Ганді» зупинився в Усті. День. № 140 (2016). Архів оригіналу за 21 січня 2021. Процитовано 29.08.2016.
14. 1 2  Ольга Решетилова (30 грудня 2009). Євген Грицяк: нове відкриття Україні. День. № 238. Архів оригіналу за 16 грудня 2013. Процитовано 13 грудня 2013.
15. 1 2  Указ Президента України від 18 серпня 2009 року № 619/2009 «Про відзначення державними нагородами України працівників підприємств, установ та організацій»
16. 1 2  Лідера Норильського повстання Євгена Грицяка нагородили ювілейною медаллю «25 років незалежності України». УІНП. Архів оригіналу за 29 вересня 2018. Процитовано 29.08.2016.
17. ↑  Zaxid.net. На Івано-Франківщині помер один з керівників Норильського повстання Євген Грицяк. ZAXID.NET. Архів оригіналу за 16 травня 2017. Процитовано 21 травня 2017.
18. ↑  /Правда, Івано-Франківськ/. Архів оригіналу за 21 травня 2017. Процитовано 21 травня 2017.
19. ↑  Інформаційне Агентство АСС (16 травня 2017), Чернівецькі активісти попрощались із легендарним оунівцем Євгеном Грицяком, архів оригіналу за 1 грудня 2020, процитовано 21 травня 2017
20. ↑  Указ Президента України № 1329/99 від 14 жовтня 1999 року «Про нагородження відзнаками Президента України ветеранів Великої Вітчизняної війни 1941—1945 років». Архів оригіналу за 20 серпня 2016. Процитовано 8 серпня 2016.